# Mental Vortex
Mental Vortex (engl. ‹geistiger Wirbel›) ist das vierte Studioalbum der Schweizer Thrash-Metal-Band Coroner. Es erschien am 12. August 1991 via Noise Records.

## Entstehung
Die Aufnahmen zu Mental Vortex fanden in der Zeit vom April bis Juni 1991 in den Sky Trak Studios in Berlin statt. Kurz zuvor hatte die Band ihren Tourbus durch einen Brand einbüßen müssen. Die Musiker waren auch mit dem Studio unzufrieden. Schlagzeuger Marky Edelmann beschrieb den Aufnahmeraum als ziemlich klein, was zu Problemen mit den Instrumenten führte.
Für das Album wurden sieben eigene Lieder geschrieben. Dazu kommt eine Coverversion. Im Vorfeld der Aufnahmen konnten sich die Musiker nicht auf ein Lied einigen. In ihrem Proberaum entdeckte die Band ein Exemplar des Albums Abbey Road der Beatles. Dabei fiel der Band das Lied I Want You (She’s So Heavy) auf, welches nach Meinung der Musiker ein ziemlich kraftvolles Lied ist und gut zu den selbst geschriebenen Liedern passen würde.
Produziert wurde das Album von Tom Morris, der das Album in seinen Morrissound Studios in Tampa, Florida abmischte. Als Gastmusiker sind der Keyboarder Kent Smith und die Gastsänger Janelle Sadler und Steve Gruden zu hören.

## Hintergrund
Die Musik auf Mental Vortex ist teilweise langsamer als zuvor, nach Aussage von Schlagzeuger Marky Edelmann aber auch «heavier, tiefer, brutaler». Die Band wollte sich innerhalb des Thrash-Stils weiterentwickeln, auch hatte sie gemerkt, dass einige der früheren Songs live nicht wie gewünscht funktionierten. So habe man bei Mental Vortex «auch für die Bühne» geschrieben. Lediglich das abschließende Beatles-Cover I Want You (She’s So Heavy) war bewusst kein Thrash mehr, obwohl es deutlich härter gespielt wurde als das Original.
Das Plattencover zeigt ein modifiziertes Foto des Schauspielers Anthony Perkins in seiner Rolle als Norman Bates aus dem Spielfilm Psycho. Es soll nach Aussage von Edelmann einen «Moment absoluter Verwirrung» symbolisieren. Entsprechend dem Titel des Albums wurde ein kreisförmiger Wirbeleffekt über das Gesicht des Schauspielers gelegt. Für das Intro des Liedes Divine Step (Conspectu Mortis) wurden Samples aus dem Horrorfilm Re-Animator verwendet. Das Lied handelt vom Moment des Sterbens. Marky Edelmann, der alle Texte der bandeigenen Lieder auf dem Album verfasste, sagte, für ihn ginge von diesem Moment eine «Faszination» aus, ohne dass er lebensmüde sei. Der Text behandle auch die Frage, was dabei genau passiert. Am Ende des Liedes Semtex Revolution wurden Samples aus dem Film Mondsüchtig verwendet, in denen es um das Attentat auf den US-Präsidenten John F. Kennedy geht. Das Lied widmet sich auch den psychischen Zuständen eines Attentäters. Im Intro von Metamorphosis ist Walgesang zu hören. Pale Sister geht der Frage nach, was eine Nonne dazu motiviert, «so zu werden» wie sie ist.

## Rezeption
Mental Vortex gilt als Klassiker des Genres. Laut Frank Albrecht vom deutschen Magazin Rock Hard haben Coroner «das Kunststück fertiggebracht, sehr kompakte, eingängige Songs zu schreiben, ohne den hohen technischen Anspruch aufgeben zu müssen». Albrecht vergab für das Album in dieser zeitgenössischen Rezension 9,5 von zehn Punkten. Eduardo Rivadavia vom Online-Magazin Allmusic beschrieb Mental Vortex als den «kreativen Höhepunkt der Bandgeschichte» und lobte das «unkonventionelle Songwriting» der Gruppe, welches «die Grenzen des Heavy Metal trotz und mit Jazz und Progressive Rock flirtet».
In dem Buch Best of Rock & Metal, in dem die nach Meinung der Redaktion des deutschen Magazins Rock Hard 500 stärksten Metal- und Hard-Rock-Alben aller Zeiten aufgeführt werden, belegte Metal Vortex Platz 128; die beste Platzierung eines Albums von einer Schweizer Band.